# Sylvain Legwinski
Sylvain Legwinski est un footballeur français né le 6 octobre 1973 à Clermont-Ferrand (Puy-de-Dôme). Il était milieu de terrain.

## Biographie
Ce fils d'un ancien basketteur de Nationale 1, d'origine polonaise installé à Vichy, n'est arrivé en Principauté qu'en 1992. Remarqué par un ancien Niçois, Dominique Morabito, alors qu'il évoluait en DHR à Vichy, il n'intègre le centre de formation monégasque qu'à dix-huit ans. Tout va alors très vite. Et après deux saisons, Arsène Wenger l'appelle en Pro. Mais c'est Jean Tigana qui l'impose véritablement dans l'équipe, en tant que "numéro 8" (milieu relayeur). 
Ainsi positionné sur le terrain, il participe aux Jeux olympiques d'Atlanta et se découvre aussi des dons de buteur. En effet lors de la saison 1996-1997, il inscrit 9 buts en D1, plus 1 en coupe d'Europe. Il remporte ainsi le titre de champion de France en étant l'un des meilleurs monégasques. Il quitte ensuite l'Association sportive de Monaco Football Club pour les Girondins de Bordeaux. Puis c'est l'exil vers la Premier League dans le très francophone club de Fulham FC où il retrouve comme entraîneur Jean Tigana.
Ses bonnes prestations avec Monaco lui avaient valu d'être convoqué pour le stage de Tignes de l'équipe de France avant la Coupe du monde 1998, en même temps que 49 autres joueurs. Mais il n'aura pas la chance d'être présélectionné dans la première liste d'Aimé Jacquet.   
Après cinq saisons à Fulham, il a décidé de finir sa carrière à Ipswich Town en Championship (D2). Il a inscrit 5 buts en 31 matches en 2006-2007 avec Ipswich Town en Championship (D2). Il arrêtera sa carrière à la fin de la saison 2007-2008.
Le 3 avril 2009, il devient l'entraîneur-joueur de l'équipe de St-Neots, ville située près de Cambridge qui évolue en UCL Premier League, un championnat régional anglais mais quitte ce club en fin de saison. Il a également entraîné l'équipe des 16 ans du club de Crystal Palace jusqu'à la fin de la saison 2010. Il prépare en même temps ses diplômes d'entraîneur.
En janvier 2011, il revient à l'AS Monaco où il sera l'adjoint du nouvel entraîneur, Laurent Banide. À la suite du limogeage de Banide en septembre 2011, il quitte son poste d'adjoint et entraîne l'équipe U17 de l'ASM.

## Carrière

### Joueur
- Vichy en DRH
- 1992- déc. 1999 :  AS Monaco
- déc. 1999- oct. 2002 :  Girondins de Bordeaux
- oct. 2002-2006 :  Fulham
- 2006-2008 :  Ipswich Town
- avril 2009-2009 :  St-Neots

### Entraîneur
- avril 2009-2009 :  St-Neots en UCL Premier League (Entraîneur-Joueur)
- 2010 :  Crystal Palace (Entraîneur U16)
- janvier 2011-septembre 2011 :  AS Monaco (Entraîneur Adjoint)
- septembre 2011-juin 2014 :  AS Monaco (Entraîneur U17)
- Juillet 2014- :  AS Monaco (Entraîneur adjoint des équipes de l'Académie)[5].

## Palmarès

### En club
- Champion de France en 1997 et en 2000 avec l'AS Monaco

- Membre de l'équipe-type de Division 1 en 1997

### EnÉquipe de France
- 4 sélections et 1 but avec les Olympiques en 1996
- Participation aux Jeux Olympiques en 1996 (1/4 de finaliste)

### Statistiques
- 184 matchs et 15 buts en Division 1
- 128 matchs et 8 buts en Premier League
- 47 matchs et 7 buts en Championship
- 7 matchs en Ligue des Champions
- 1 match en Coupe d'Europe des Vainqueurs de Coupe
- 34 matchs et 4 buts en Coupe de l'UEFA